# Aquilonastra heteractis
Aquilonastra heteractis är en sjöstjärneart som först beskrevs av Hubert Lyman Clark 1938.  Aquilonastra heteractis ingår i släktet Aquilonastra och familjen Asterinidae. Inga underarter finns listade i Catalogue of Life.